# Gesellschaft für Dienste im Alter
Die Gesellschaft für Dienste im Alter mbH (GDA) (bis Februar 2014: GDA Gemeinschaft Deutsche Altenhilfe GmbH) ist ein gemeinnütziges Dienstleistungsunternehmen und betreibt an sieben Standorten in Deutschland insgesamt neun Wohneinrichtungen. Dabei handelt es sich um sechs Senioren-Wohnstifte, eine Senioren-Residenz, zwei Mal Betreutes Wohnen und ein Pflegeheim. Insgesamt leben bei der GDA rund 2.600 ältere Menschen, davon 500 in den Wohnpflegebereichen. Die GDA beschäftigt rund 1.400 Mitarbeiterinnen und Mitarbeiter hauptsächlich in den Tätigkeitsfeldern Pflege, Betreuung, Verwaltung, Küche & Service, hauswirtschaftliche Dienste, Technik und Management. Die GDA hat im Jahr 2024 einen Umsatz in Höhe von 105 Millionen Euro erwirtschaftet; die Bilanzsumme belief sich auf 156 Millionen Euro.

## Geschichte
Gegründet wurde die „Gesellschaft für Dienste im Alter“ in Hannover am 1. Januar 1971 als Gemeinschaft Deutsche Altenhilfe in Form einer gemeinnützigen Gesellschaft mit beschränkter Haftung. Die Servicezentrale befindet sich in Hannover.
Gleich nach der Gründung der GDA folgte die Grundsteinlegung für die ersten drei Wohnstifte in Trippstadt, Neustadt an der Weinstraße und Göttingen, wo 1971 die ersten Bewohner einzogen. Sechs Jahre später folgten zwei weitere Häuser in Hannover, 1983 bezogen die ersten Senioren das Wiesbadener Stift. Schließlich eröffnete die GDA 1989 ein weiteres Wohnstift in Hannover und 1992 in Frankfurt am Main. 2004 übernahm das Unternehmen eine bereits bestehende Senioren-Residenz in Goslar in seine Trägerschaft. Zum 1. Januar 2012 ging die Einrichtung „Domizil am Schlosspark“ (bis Anfang 2014: Wohnen am Schlosspark), Bad Homburg, in den Besitz der GDA über. Es handelt sich dabei um ein Angebot des Betreuten Wohnens. Zum 1. April 2013 übernahm die GDA die Trägerschaft des ebenfalls in Bad Homburg ansässigen Rind'schen Bürgerstifts. Das Rind'sche Bürgerstift vereint unter seinem Dach ein Pflegeheim, ein Betreutes Wohnen und einen hauseigenen ambulanten Pflegedienst, der auch externe Kunden betreut.
Die am 29. Januar 2014 errichtete gemeinnützige GDA-Stiftung wurde am 11. Februar 2014 durch das Niedersächsische Ministerium für Inneres und Sport anerkannt. Die Stiftung hilft älteren Menschen, die unverschuldet in eine wirtschaftliche Notlage geraten sind. Dabei geht es insbesondere darum, dass diese Menschen in ihrem gewohnten Lebensumfeld verbleiben können und nicht gezwungen werden, ihr gewohntes Zuhause zu verlassen.

## Organisation
Gesellschafter der GDA sind der Deutsche Paritätischer Wohlfahrtsverband, die gemeinnützige Stiftung Parität mit Sitz in Saarbrücken (vormals: Der Paritätische Landesverband Rheinland-Pfalz/Saarland e.V.) sowie die Landesverbände des Paritätischen in Niedersachsen und Hessen. Vorsitzende des siebenköpfigen Aufsichtsrates der GDA ist seit April 2022 Kerstin Tack, Vorstandsvorsitzende des Paritätischen Wohlfahrtsverbandes Niedersachsen e.V. Geschäftsführer der GDA ist seit September 2009 Dr. Holger Horrmann.

## Konzept
Die Einrichtungen sind so konzipiert, dass die Bewohnerinnen und Bewohner möglichst lange selbstständig in ihren eigenen Wohnungen leben können. Dafür gibt es Kurs- und Veranstaltungsangebote, die die altersgemäße körperliche Fitness und geistige Frische erhalten und fördern. Die GDA hält Ein-, Zwei- oder Drei-Zimmer-Wohnungen vor. Diese Wohnungen sind mit einer integrierten Küche ausgestattet und werden von den Bewohnerinnen und Bewohnern individuell möbliert. Darüber hinaus stehen in den Häusern umfangreiche Gemeinschaftsräume wie Veranstaltungssaal, Bibliothek oder Clubräume für unterschiedlichste Aktivitäten zur Verfügung, ergänzt um Schwimmbäder und Saunen. Dienstleistungen wie Friseur, Kiosk, Bankfiliale oder Physiotherapie runden die Infrastruktur ab.
Das Wohnstift-Wohnen beinhaltet verschiedene Serviceleistungen. Dazu gehören die Mittagsmenüs, die Reinigung der Wohnungen sowie das Kurs- und Veranstaltungsangebot. Über diese Standards hinaus können Zusatzleistungen wie Frühstück- und Abendbrotservice, Zimmerservice, Hausmeister- und hauswirtschaftliche Dienstleistungen hinzugebucht werden.
Jede Bewohnerin und jeder Bewohner kann sich in die Bewohnervertretung eines Hauses wählen lassen.
Der hauseigene ambulante Pflegedienst betreut die Bewohnerinnen und Bewohner bei Pflegebedürftigkeit; die Bewohnerinnen und Bewohner verbleiben in der Regel in ihrer Wohnung. Zusätzlich sind an die meisten Stifte Wohnpflegebereiche angeschlossen, in denen Bewohnerinnen und Bewohner stationär nach einem speziell entwickelten aktivierenden Pflegekonzept versorgt werden können. Für an Demenz erkrankte Bewohner gibt es spezielle Tagsbetreuungs- und Wohnangebote.

## Einrichtungen
- GDA Hannover-Kleefeld
- GDA Hannover-Waldhausen
- GDA Schwiecheldthaus, Goslar
- GDA Göttingen
- GDA Hildastift Wiesbaden
- GDA Frankfurt am Main
- GDA Neustadt an der Weinstraße
- GDA Domizil am Schlosspark, Bad Homburg
- Rind'sches Bürgerstift, Bad Homburg, ein Unternehmen der GDA-Gruppe
- GDA STIFTUNG, Hannover